# (1220) Crocus
(1220) Crocus est un astéroïde de la ceinture principale découvert le 11 février 1932 par l'astronome allemand Karl Wilhelm Reinmuth. Le lieu de découverte est Heidelberg (024).
Il est nommé d'après le genre de plante à fleurs crocus. Sa désignation provisoire était 1932 CU.